# Vertigo alpestris
Vertigo alpestris is een op het land levende kleine longslak uit de familie van de Vertiginidae.

## Naam
De soortnaam werd in 1838 gepubliceerd door Joshua Alder als Vertigo alpestris. De naam alpestris heeft betrekking op het voorkomen in de Alpen.

## Beschrijving

### De schelp
De soort heeft een rechtsgewonden schelp met een cilindrische vorm. Er zijn 4,75-5 weinig convexe, regelmatig in grootte toenemende windingen. Bij volwassen dieren is de laatste winding iets afgeplat waardoor het zijaanzicht iets geschouderd is. 
 De mondopening is scheef ovaal. De mondrand is discontinu, iets verdikt en weinig naar buiten omgeslagen. Aan de pariëtale zijde verbindt een zwak callus beide uiteinden van de mondrand. De palatale zijde is zeer licht en vlak ingedeukt. Achter de mondrand is soms een zwakke, alleen aan de onderzijde ontwikkelde nekrichel aanwezig, meestal is die echter afwezig. In de mondopening bevinden zich drie à vier iets lamelvormige tanden: een columellaire tand, een pariëtale tand en een à twee palatale tanden. Een basale tand ontbreekt. De tanden staan iets van de mondrand verwijderd en staan niet ingebed in een callus. Er is een diepe spleetvormige navel. De sculptuur van de schelp bestaat uit fijne radiale regelmatige striae. Het periostracum heeft een bleek gelig bruine kleur, de schelp zelf is lichtbruin. Bij levende dieren is de schelp mat-zijdeglanzend en half doorzichtig. Lege en fossiele schelpen zijn ondoorzichtig en zijn witachtig tot lichtgeel van kleur.
Afmetingen van de schelp
- breedte: tot 1,2 mm.
- hoogte: tot 2,0 mm.

### Habitat
De soort is warmteminnend en leeft voornamelijk op kalkrijke bodems in niet al te vochtige biotopen, in een droog parklandschap. Verder op rotsachtige plaatsen, puinhellingen en oude muren. In bossen tussen mos en onder boomstammen. In het hooggebergte tot 2400 meter in de Zwitserse Alpen aangetroffen.

### Huidige verspreiding
Vertigo alpestris heeft een disjunct verspreidingsgebied. De zwaartepunten liggen in Scandinavië en in de Alpen. Dit zijn de kenmerken van een boreo-alpien verspreidingsgebied. Minder algemeen in de Zuidelijke delen van Duitsland en Polen. Verder komt de soort geïsoleerd voor op IJsland, in Engeland (Lake District, Wales), Schotland, Denemarken, Frankrijk (Vogezen), en Hongarije. De soort komt in de tegenwoordige fauna van België en Nederland niet voor.

### Fossiel voorkomen
Deze soort is in Nederland en België bekend uit Holocene afzettingen.